# Arthaus Filmvertrieb

Das Logo von Arthaus

Arthaus ist eine Marke der Studiocanal GmbH in Berlin. Das Label ergänzt als Marke für den besonderen Film das Angebot des Unternehmens. Arthaus vertreibt Spielfilme und Dokumentationen im Kino sowie im physischen und digitalen Home Entertainment. 1994 als Label der damaligen Kinowelt gegründet, verschreibt es sich seitdem der Welt des besonderen Films: herausragende Filme des internationalen Independent-Kinos, Klassiker der Filmgeschichte, große Kino-Dokumentationen, aber auch umstrittene Meisterwerke.

## Geschichte
Die Gründung von Arthaus erfolgte 1994 als Label der damaligen Kinowelt, die inzwischen durch die Studiocanal GmbH übernommen wurde.

## Arthaus Classics
Unter der Marke Arthaus Classics erscheinen Wiederaufnahmen von Klassikern wie Der Himmel über Berlin im Kino. Der Fokus liegt auf ausgewählten Werken, die in 4K restauriert mit einem offiziellen Kinostart eine Wiederaufführung bekommen. Darüber hinaus soll ein großer Teil des Katalogs von Studiocanal als DCP digitalisiert in der Originalversion (OV), deutscher Sprachfassung und in der Originalversion mit Untertiteln (OmU) verfügbar gemacht werden. Zu den bisherigen Restaurierungen zählen u. a. Die Reifeprüfung, Belle de Jour – Schöne des Tages, Apocalypse Now, Blood Simple, Persepolis und Außer Atem. Neben Einzeltiteln beinhaltet das Programm von Arthaus Classics auch thematische Reihen und Regisseur-Specials, die von Kinos individuell eingesetzt werden können.

## Arthaus+
Seit Ende 2020 gibt es das Programm von Arthaus auch digital beim Streaming-Dienst Arthaus+, zunächst als Channel über Amazon Prime Video und Apple TV+ und seit November 2023 auch als eigenständige App.

## Belege
1. ↑  ARTHAUS - Besondere Filme. Abgerufen am 19. Dezember 2023.
2. ↑  Arthaus Classics Broschüre (2017).
3. ↑  Pressemitteilung vom 21. November 2023.